# Сільвястрас Жукаускас
Сільвястрас Жукаускас (лит. Silvestras Žukauskas; нар. 31 грудня 1860, Каунас, Ковенська губернія — пом. 26 листопада 1937, Каунас, Литва) — військовий діяч, генерал російської, а після здобуття Литвою незалежності — литовської армії.

## Життєпис
Походив з польської шляхти Ковенської губернії, народився в фільварку Давайнішек Пакройской волості Шавельського повіту. Освіту здобув в Маріямпольській гімназії, після чого у 1881 році вступив до Віленського піхотного юнкерського училища, з якого був випущений підпрапорщиком в 112-й піхотний Уральський полк. У 1887 році отримав звання підпоручник. Брав участь у Російсько-японській війні. Служив в 176-му піхотному Переволоченському полку, де послідовно підвищувався в чинах і командував ротою та батальйоном. У 1908 році підвищений до підполковника і призначений командиром батальйону в 131-й піхотний Тираспольський полк, у 1911 році отримав чин полковника.
Після початку Першої світової війни Жукаускас був призначений командиром 314-го піхотного Новооскольського полку. Найвищим наказом від 4 липня 1916 року він за оборону Шяуляя був нагороджений Георгіївською зброєю.
З 5 квітня 1916 року Жукаускас командував 2-ю бригадою 1-ї піхотної дивізії Російської імператорської армії і 8 листопада того ж року був проведений в генерал-майори. 18 травня 1917 року він отримав в командування всю 1-ю піхотну дивізію.

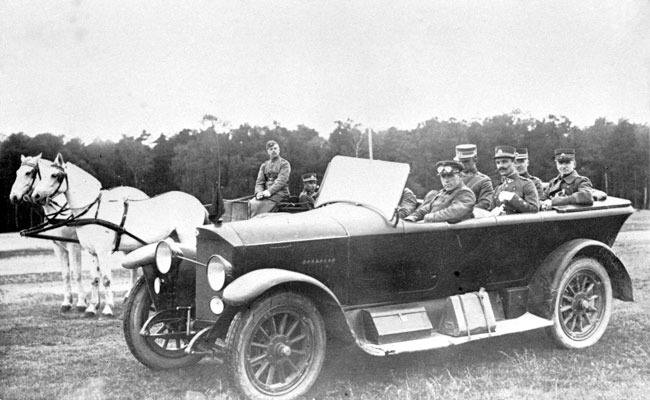
Сільвястрас Жукаускас після військових навчань у Клайпеді. 1925 рік.

В кінці 1917 року, після остаточного розвалу фронту, Жукаускас повернувся на батьківщину і служив в Литовській армії. У 1918 році Жукаускас став міністром оборони Литви. Усю весну 1919 року, в ході реорганізації литовських збройних сил, генерал Жукаускас намагався усіма засобами збільшити чисельність армії та підвищити її бойові якості. З 26 квітня по 27 травня 1919 року він був начальником литовського Генерального штабу, 9 травня 1919 року був призначений Головнокомандувачем армії Литви, але цей пост займав недовго, оскільки вже восени того ж року був звільнений у відставку. Проте в наступному році він повернувся на службу і знову був призначений литовським головнокомандувачем. Але і на цей раз він протримався на цій посаді близько року і знову був звільнений. 6 червня 1923 Жукаускас в останній раз був призначений головнокомандувачем і протримався на цій посаді до січня 1928 року, коли остаточно вийшов у відставку.
Сільвястрас Жукаускас став одним з головних рятівників Литовської держави. Йому вдалося відносно швидко в умовах агресії Радянської Росії почати творення регулярного війська, в подальшому небезпідставно заслужити у земляків неофіційний титул «творця литовської армії».
Помер 26 листопада 1937 року в Каунасі.